# Lafarge

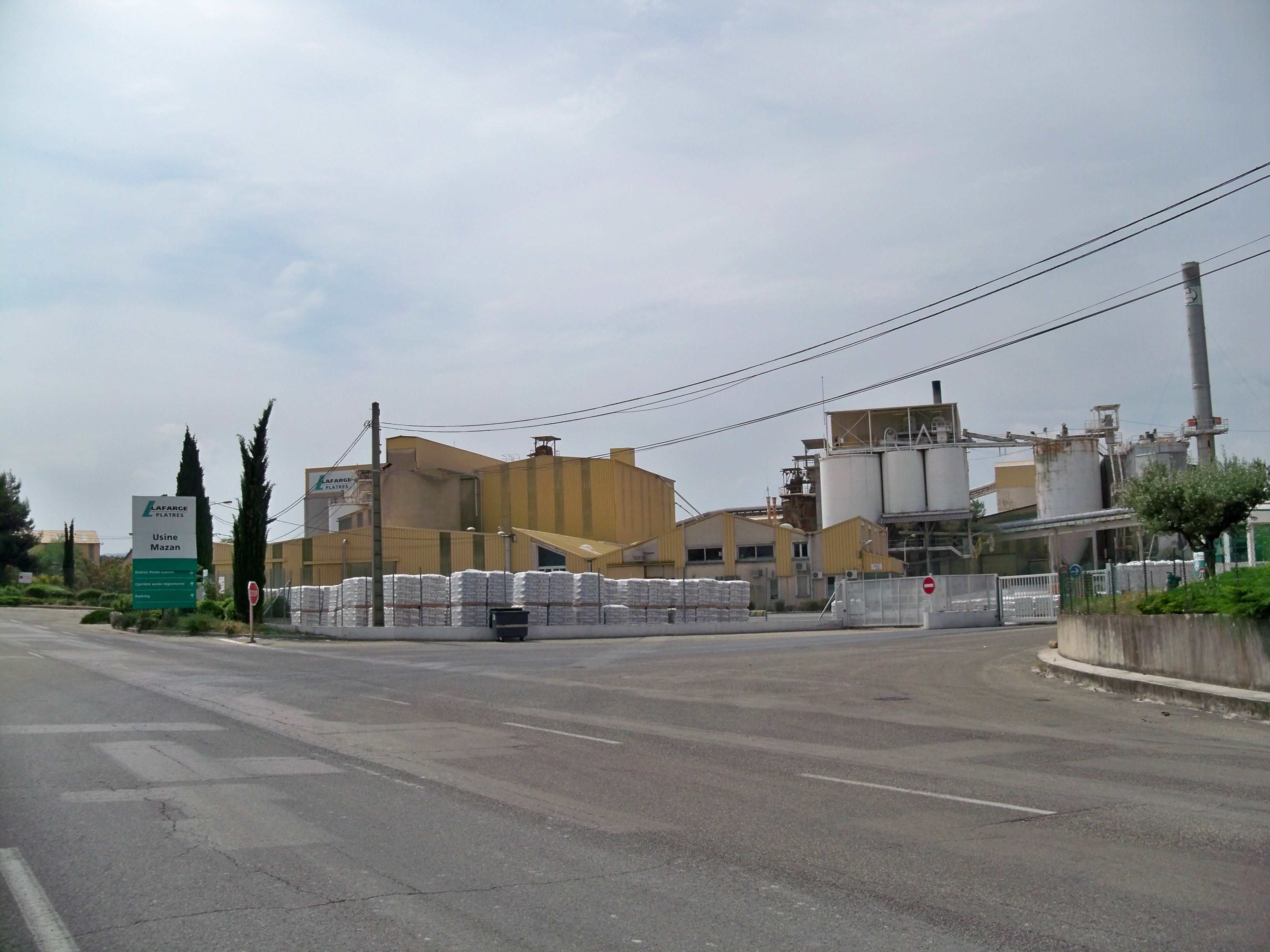
Wejście do cementowni w Mazan

Lafarge – byłe francuskie przedsiębiorstwo wytwarzające materiały budowlane (głównie cement, beton oraz kruszywa). od 2015 roku wchodzi w skład koncernu LafargeHolcim.

## Historia
Firma Lafarge rozpoczęła działalność w 1833 r., w którym Auguste Pavin de Lafarge uruchomił we Francji kopalnię wapienia. Dzięki nabyciu licznych spółek produkujących wapno i cement położonych na terenie Francji, pod koniec lat 30. XX w. Lafarge stał się największym producentem cementu w tym kraju.
Spółka rozpoczęła swoją działalność międzynarodową w 1864 r. poprzez realizację kontraktu na dostawy 200 000 ton wapna hydraulicznego do budowy pirsów Kanału Sueskiego. Dzięki kontraktowi firma zaczęła rozwijać swoją działalność w krajach basenu Morza Śródziemnego. Kolejne kraje, w których firma rozpoczęła działalność to Zjednoczone Królestwo Wielkiej Brytanii i Irlandii Północnej, Brazylia i Kanada.
W 1887 r., w pobliżu francuskiego miasta Le Teil, firma Lafarge uruchomiła pierwsze na świecie laboratorium przeznaczone do badania cementu.
Pod koniec XX wieku firma przeprowadzała liczne akwizycje, które umacniały jej pozycję jako lidera na rynku materiałów budowlanych. W 1980 r. spółka nabyła Coppée, belgijskiego dostawcę koksu, węgla i nawozów. Dzięki kupnie firmy General Portland Inc. w 1981 r., Lafarge stał się największym producentem cementu na terenie Ameryki Północnej. W 1997 r. Lafarge dokonał ogromnego kroku naprzód dzięki nabyciu firmy Redland, będącej ówcześnie jednym z największych producentów betonu i kruszyw na świecie. W 1999 r. Lafarge nabył 100% udziałów w Hima Cement Limited, drugim co do wielkości producentem cementu w Ugandzie, o mocy produkcyjnej 850 000 ton rocznie. W ten sposób wzmocnił swoją obecność w Afryce.
Dalsza ekspansja na arenie międzynarodowej nastąpiła w wyniku zakupu w 2001 r. firmy Blue Circle Industries, która była szóstą firmą cementową na świecie oraz dzięki nabyciu spółek w rejonie śródziemnomorskim, w Europie Wschodniej, na Bliskim Wschodzie oraz w Azji. W 2008 roku Lafarge kupił Orascom Cement, czołowego producenta cementu na Bliskim Wschodzie i w basenie Morza Śródziemnego, numer jeden na ważnych rynkach Egiptu, Algierii, Zjednoczonych Emiratów Arabskich i Iraku.
W 2014 r., gdy ogłoszone zostało połączenie Lafarge oraz Holcim, firma zajmowała pozycję lidera światowego przemysłu cementowego.

## Polska
Firma Lafarge działa w Polsce od 1995 roku (od lutego 2024 r. jako Holcim Polska S.A.). Posiada ponad 60 zakładów produkcyjnych, m.in.: cementownie, kopalnie, przeładownie kruszyw oraz wytwórnie betonu. Firma zatrudnia 1600 pracowników, jej polska siedziba znajduje się w Warszawie. Do największych zakładów LafargeHolcim w Polsce należą Cementownia Małogoszcz oraz Cementownia Kujawy w Bielawach.
Od lipca 2015 r. firma wprowadziła nowy podział organizacyjny, który obecnie obejmuje:
- Segment Budynki – obejmuje rozwiązania dla klientów uczestniczących aktywnie w procesie budowy zarówno budynków mieszkalnych jednorodzinnych, wielorodzinnych, komercyjnych, jak i użyteczności publicznej;
- Segment Infrastruktura – rozwiązania skierowane do wykonawców, projektantów i inwestorów w zakresie realizacji kontraktów infrastruktury drogowej, kolejowej, energetycznej i hydrotechnicznej. Obejmują one: technologię betonów konstrukcyjnych mostowych, drogowych i specjalistycznych, technologię kruszyw do podbudów drogowych, mieszanek mineralno-asfaltowych, betonów konstrukcyjnych, stabilizacji i warstw technologicznych, podsypek i podbudów kolejowych, wałów przeciwpowodziowych, technologię spoiw hydraulicznych do ulepszania podłoża gruntowego, wykonywania warstw związanych spoiwami, zastosowań specjalistycznych;
- Kanał B2B – obejmuje rozwiązania przeznaczone do dalszego przetworzenia i rozwiązań dla produkcji przemysłowej. Są one skierowane do producentów prefabrykatów, producentów betonu towarowego oraz producentów suchych mieszanek, a także do innych specjalistycznych segmentów rynku wykorzystujących w procesie produkcji cement, spoiwa hydrauliczne, kruszywa, mączkę wapienną, czy też popiół.
- Kanał B2C – obejmuje rozwiązania przeznaczone do odsprzedaży, którą realizują dystrybutorzy i sklepy kanału nowoczesnego. W ten sposób Lafarge w Polsce prowadzi m.in. sprzedaż cementu workowanego i nawozów.